# Старовская Робья
Старовская Робья (Сорокопенская Робья) — река в России, протекает по Старорусскому району Новгородской области.
Устье реки находится в 6 км от устья Робьи по правому берегу. Длина реки составляет 57 км. Площадь водосборного бассейна — 354 км².
В 2 км от устья, по левому берегу реки впадает река Корытинка. В 11 км от устья слева впадает ручей Годиловский (Ученский). В 20 км от устья, по правому берегу реки впадает река Анутка.
По берегам реки расположены деревни Залучского сельского поселения: Матасово, Кокорино, Кукуй, Большое Засово, Сорокопенно. Кроме того, покинутые деревни: Большое Стречно и Ольгино.

## Данные водного реестра
По данным государственного водного реестра России относится к Балтийскому бассейновому округу, водохозяйственный участок реки — Ловать и Пола, речной подбассейн реки — Волхов. Относится к речному бассейну реки Нева (включая бассейны рек Онежского и Ладожского озера).
Код объекта в государственном водном реестре — 01040200312102000023865.